# Келсо (Міссурі)
Келсо (англ. Kelso) — селище (англ. village) в США, в окрузі Скотт штату Міссурі. Населення — 554 особи (2020).

## Географія
Келсо розташоване за координатами 37°11′32″ пн. ш. 89°33′1″ зх. д. / 37.19222° пн. ш. 89.55028° зх. д. (37.192215, -89.550400).  За даними Бюро перепису населення США в 2010 році селище мало площу 0,82 км², уся площа — суходіл.

## Демографія
Згідно з переписом 2010 року, у селищі мешкало 586 осіб у 228 домогосподарствах у складі 168 родин. Густота населення становила 713 особи/км².  Було 243 помешкання (296/км²).
Расовий склад населення:
| - 98,6 % — білих - 0,2 % — вихідців з тихоокеанських островів - 0,2 % — чорних або афроамериканців |

До двох чи більше рас належало 0,5 %. Частка іспаномовних становила 0,5 % від усіх жителів.
За віковим діапазоном населення розподілялося таким чином: 21,3 % — особи молодші 18 років, 62,8 % — особи у віці 18—64 років, 15,9 % — особи у віці 65 років та старші. Медіана віку мешканця становила 41,0 року. На 100 осіб жіночої статі у селищі припадало 100,7 чоловіків;  на 100 жінок у віці від 18 років та старших — 100,4 чоловіків також старших 18 років.
Середній дохід на одне домашнє господарство  становив 62 016 доларів США (медіана — 49 375), а середній дохід на одну сім'ю — 68 739 доларів (медіана — 63 333). За межею бідності перебувало 9,2 % осіб, у тому числі 23,4 % дітей у віці до 18 років та 0,0 % осіб у віці 65 років та старших.
Цивільне працевлаштоване населення становило 297 осіб. Основні галузі зайнятості: освіта, охорона здоров'я та соціальна допомога — 35,0 %, виробництво — 15,2 %, транспорт — 13,5 %.